# The Blackout (película de 1997)
The Blackout es una película estadounidense de 1997 dirigida por Abel Ferrara y protagonizada por Matthew Modine. Fue exhibida fuera de competición en el Festival Internacional de Cine de Cannes de 1997.

## Argumento
Matty es un actor y estrella de cine popular que está cansado de la vida de Hollywood y se muda a Miami, donde hace una propuesta de matrimonio a su novia francesa Annie. Ella no está lista para casarse con él, y le revela que tuvo un aborto. Deprimido porque perdió a su bebé (aunque fue él quien inicialmente solicitó el aborto), Matty, junto con su amigo Micky, salen en una noche salvaje. En un club nocturno, se encuentran con una joven camarera también llamada Annie y, al final de la noche, Matty se desmaya.
Un año y medio después, Matty vive en Nueva York, lleva una vida limpia visitando reuniones de AA y tiene una relación con una atractiva modelo llamada Susan. Todavía está obsesionado con su exnovia Annie y con la misteriosa parte perdida de su noche en Miami. Matty viaja de regreso a Miami para buscar a algunos viejos amigos e intentar encontrar a Annie 2 (la camarera), que desapareció sin dejar rastro. Matty finalmente se entera de que algunos secretos de su pasado son mejor dejarlos sin respuesta.

## Reparto
- Matthew Modine – Matty
- Claudia Schiffer – Susan
- Béatrice Dalle – Annie 1
- Sarah Lassez – Annie 2
- Dennis Hopper – Mickey Wayne
- Steven Bauer – actor del Estudio de Mickey
- Laura Bailey –  actriz del Estudio de Mickey
- Nancy Ferrara –  actriz del Estudio de Mickey
- Andrew Fiscella –  actriz del Estudio de Mickey (como Andy Fiscella)
- Vincent Lamberti –  actor del Estudio de Mickey
- Victoria Duffy – Script
- Nicholas De Cegli – Camello de Miami
- Daphne Duplaix – Fly Girl (Daphne)
- Mercy Lopez – Fly Girl (Jasmine)
- Lori Eastside – Esa chica
- Shareef Malnik – Gold Carder
- Peter Cannold – Movie Investor